# Бистольфи, Леонардо
Леонардо Бистольфи (итал. Leonardo Bistolfi; не ранее 14 марта 1859 и не позднее 15 марта 1859, Казале-Монферрато, Пьемонт — 2 сентября 1933 или 3 сентября 1933, Ла-Лоджа, Пьемонт) — итальянский скульптор, важный представитель итальянского символизма.

## Биография
Бистольфи родился в Казале-Монферрато в Пьемонте, на северо-западе Италии, в семье Джованни Бистольфи, скульптора по дереву, и Анджелы Амизано.
В 1876 году он поступил в Художественную академию Брера в Милане, где его учителем был Джозуэ Ардженти. В 1880 году он учился у Одоардо Табакки в Академии Альбертина в Турине .

## Творчество

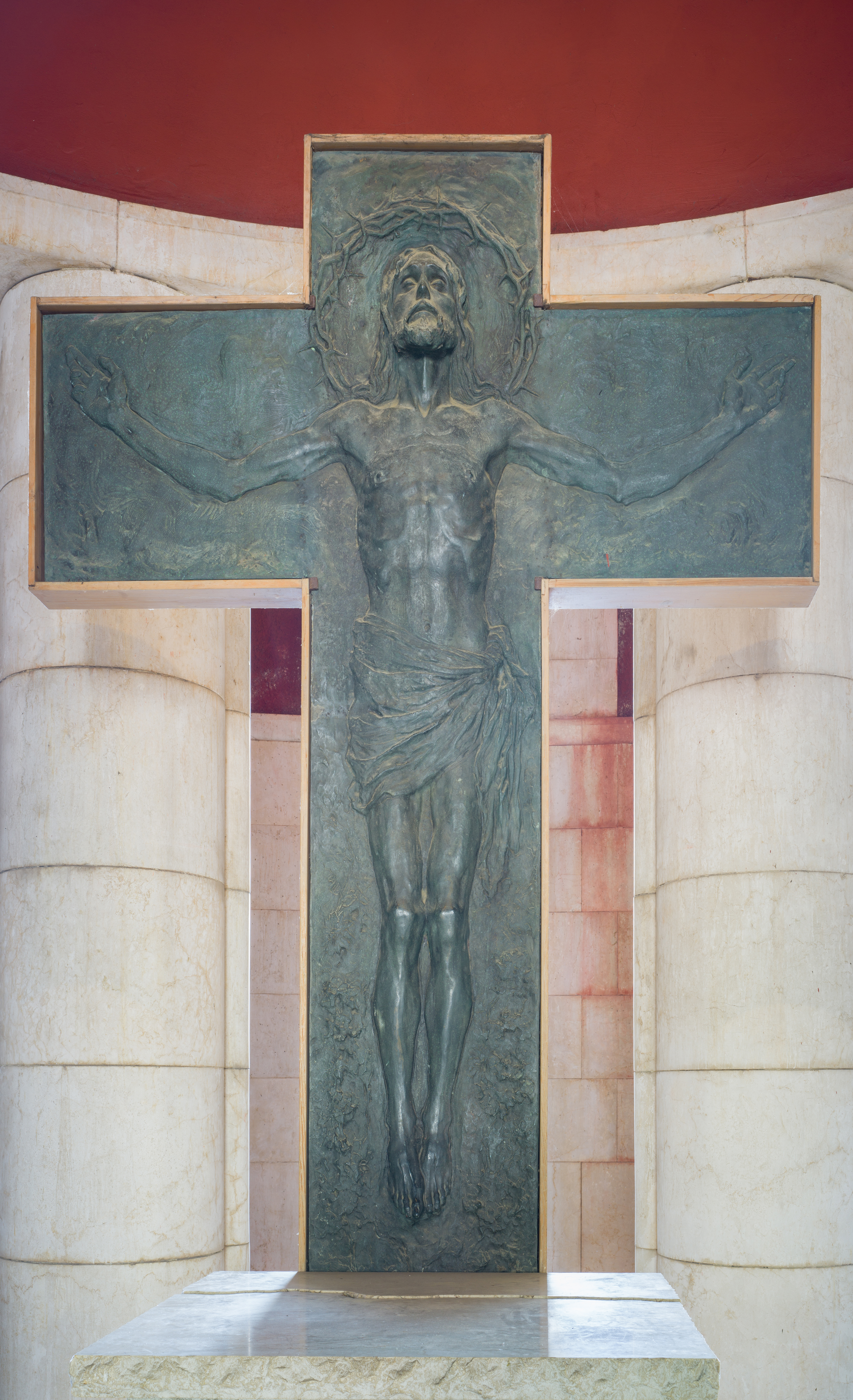
Бронзовое распятие Леонардо Бистольфи в Мавзолее Витториале дельи Итальяни на озере Гарда

Его первые работы («Прачки» (Le lavandaie), «Закат» (Tramonto), «Вечер» (Vespero), «Волопас» (Boaro), «Любовники» (Gli amanti)), выполненные между 1880 и 1885 г., показывают влияние миланской скапильятуры . В 1882 году он изваял «Ангел смерти» (L’Angelo della morte) для гробницы Брайда на Туринском кладбище, известном как Монументальное кладбище, а в 1883 году создал бюст художника Антонио Фонтанези для Академии Альбертина: эти работы — поворот к символизму, от которого в дальнейшем художник уже не отходил.
С этого времени и до 1914 года Бистольфи изготовил множество бюстов, медалей и портретов выдающихся деятелей, включая пьемонтского художника Лоренцо Деллеани, королей Италии Витторио Эмануэле II и Умберто I, криминолога Чезаре Ломброзо, писателя Эдмондо Де Амичиса.
В начале 1890-х он стал почётным членом Академии Альбертина и секретарём «Круга художников» (Circolo degli Artisti).
В 1892 году он приступил к работе по украшению капеллы XVI века в Сакро Монте ди Креа, в Пьемонте и Ломбардии, признанных объектами всемирного наследия ЮНЕСКО.
В 1893 году он женился на Марии Гусберти.
Также в 1892—1908 годах Бистольфи выполнил множество надгробных памятников (статуи и барельефы), в том числе мемориальную доску Андре Гладису.
В 1902 году вместе с Давиде Каландрой, Джорджо Чераджоли, Энрико Рейсендом и Энрико Товесом он основал журнал «Современное декоративное искусство» (L’arte decorativa moderna). С 1895 по 1905 год он выставлял свои работы на нескольких выставках Венецианской биеннале.
В 1906 году он создал памятник художнику Джованни Сегантини «Красота, освобожденная от материи» (La bellezza liberata dalla materia), известный также как «Альпы» (L’alpe), который хранится в Национальной галерее современного искусства в Риме. Для памятника Витторио Эмануэле II в Риме Бистольфи изготовил мраморную группу «Жертвоприношение» (sacrificio).
В 1923 году он стал сенатором дель Реньо.
В 1928 году Бистольфи изготовил военный мемориал (Monumento ai Caduti) для Казале Монферрато.
Бистольфи умер в Ла Лоджия, провинция Турин, 2 сентября 1933 года. Он был похоронен на кладбище Казале Монферрато.
Его работы выставлены в Ла Лоджия, в Музее Орсе в Париже, в Национальном музее западного искусства в Токио и в Галерее современного искусства в Турине. Однако самая большая коллекция находится в Гипсотеке «Леонардо Бистольфи» в Казале Монферрато, где в пяти залах выставлено более 170 его работ. К ним относятся рисунки и наброски, а также работы и боцетти из терракоты, пластилина и левкаса, а также некоторые скульптуры из мрамора и бронзы.
Скульптуры Бистольфи также находятся на кладбище Стальено в Генуе, городе, где его влияние проявилось в работах ряда скульпторов, особенно тех, кто специализируется на погребальном искусстве.